# Wuxi
Wuxi (无锡, pinyin: Wúxī; ældre stavemåder: Wu-shi, Wushi eller Wuish; betyder «uden tin»; shanghaidialekt: [ɦu.ɕiɪʔ]) er en by på præfekturniveau i provinsen Jiangsu ved Kinas kyst til det Gule Hav. Præfekturet har et areal på 4,785 km²
og en befolkning på 4.620.000 mennesker (2007) . Den ligger ved den store sø Tai Hu mellem Shanghai og Nanjing.
På grund af sin kraftige økonomiske vækst kaldes byen ofte Lille Shanghai. Wuxi er et af de økonomiske og industrielle centre i provinsen Jiangsu, og har en gunstig beliggenhed ved Kejserkanalen og ved hovedtrafikkårene (motorvej, jernbane) mellem Shanghai og Nanjing.
Præfekturet er delt i to halvdele af Taihu, og grænser til Changzhou i vest og Suzhou i øst. Den nordlige halvdel af præfekturet grænser mod nord over Yangtzefloden til præfekturet Taizhou, mens den sydlige halvpart har sydgrænse til provinsen Zhejiang.

## Administrative enheder
Wuxi består af seks bydistrikter og to byamter:
- Bydistriktet Liangxi (梁溪区), 70 km², 953.000 indbyggere;
- Bydistriktet Binhu (滨湖区), 628 km², 695.000 indbyggere;
- Bydistriktet Xinwu (新吴区), 220 km², 560.000 indbyggere;
- Bydistriktet Huishan (惠山区), 327 km², 706.000 indbyggere;
- Bydistriktet Xishan (锡山区), 454 km², 702.000 indbyggere;
- Byamtet Jiangyin (江阴市), 987 km², 1,63 mill. indbyggere;
- Byamtet Yixing (宜兴市), 2.177 km², 1,25 mill. indbyggere.

## Kulturminder
Qing-diplomaten Xue Fuchengs gamle hjem i Wuxi blev i 2001 optaget på Folkerepublikken Kinas liste over kulturminder.

## Trafik
Wuxi Railway Station er placeret på Shanghai-Nanjing Intercity High-Speed Railway, som er 301 kilometer (187 miles) lang og åbnede den 1. juli 2010, med direkte adgang til provinshovedstaden Nanjing, Shanghai og Suzhou.
Wuxi Metro er et bybanetransitsystem, der betjener Wuxi City, Jiangsu-provinsen, Kina. Dens første linje, Wuxi Metro Line 1, blev officielt åbnet den 1. juli 2014, hvilket gør Wuxi til det 22. storbyområde på det kinesiske fastland. Det er den tredje by i Jiangsu-provinsen, der åbner jernbanetransit. Fra januar 2024 har Wuxi Metro 5 driftslinjer, nemlig Wuxi Metro Line 1, Wuxi Metro Line 2, Wuxi Metro Line 3 Phase 1, Wuxi Metro Line 4 Phase 1, og Wuxi Metro Line S1. Det er alle metrolinjer med en driftskilometer på 145 kilometer og i alt 97 stationer. Fra januar 2024 er der fire metrolinjer under opførelse i Wuxi, nemlig Wuxi Metro Line 4 Phase II, Wuxi Metro Line 5 Phase I, Wuxi Metro Line 6 Phase I, og Wuxi Metro Line S2, i alt omkring 120 kilometer. Den 16. februar 2024 transporterede Wuxi Metro-netværket 1,4112 millioner passagerer, hvilket er rekordhøjt.
Wuxi Shuofang Lufthavn ligger 14 kilometer (8,7 miles) fra byens centrum. Det åbnede i 2004 og har direkte fly til Beijing, Guangzhou, Shenzhen, Hong Kong, Taipei, Singapore og Osaka.
Wuxi ligger langs China National Highway 312, der forbinder Shanghai med det centrale og nordvestlige Kina. Shanghai-Nanjing Expressway (G42) er 274 kilometer (170 miles) lang og åbnede i november 1996 og forbinder Shanghai, Suzhou, Changzhou, Zhenjiang og andre byer i Jiangsu-provinsen. Xiyi Expressway er 62,3 kilometer (38,7 miles) lang og forbinder Wuxi og Yixing.
Wuxi Jiangyin Havn har i øjeblikket 12 kajpladser, hovedsageligt fordelt i Shenxia Port Area. Alle har bestået acceptinspektionen for åbning for udenlandske skibe, med et samlet areal på 1,5 millioner kvadratmeter, og drives af henholdsvis Dagang Branch og Dacheng Branch. Dagang Branch har et gårdareal på 710.000 kvadratmeter og har to store lagre på 12.000 kvadratmeter, hver udstyret med to 20-tons kraner. Der er 10 bådpladser ved kajen, og vanddybden foran kajen holdes på -15 meter året rundt. Blandt dem er der 2 50.000-tons og 100.000-tons oceangående køjer, 1 2.000 tons oceangående skibsplads, udstyret med 9 portalkraner med en løftekapacitet på 40T, som kan fuldføre losning og omladning af last fra skibe med en kapacitet på mindre end 100.000 tons, der ankommer til havn.
Wuxi offentlig transport refererer til det urbane offentlige transportsystem, der betjener Wuxi City, Jiangsu-provinsen, Kina. Dens første linje blev åbnet i 1927. Fra 2020 har Wuxi offentlig transport i alt 297 busruter, 5.760 kilometers kilometertal og 3.036 kørende køretøjer. I 2020 var den årlige passagermængde for Wuxi offentlig transport 191,18 millioner.